# Bahnhof Duisburg-Hochfeld Süd
Duisburg-Hochfeld Süd ist eine weitläufige Bahnanlage an der südlichen Grenze des Duisburger Stadtteils Hochfeld, die mehrere wichtige Eisenbahnstrecken miteinander verbunden hat. Darüber hinaus laufen hier die Verbindungsstrecken zum Duisburger Hauptbahnhof und zu diversen Industrieanschlüssen zusammen.
Der „Bahnhof“ Duisburg-Hochfeld Süd besteht dabei aus mehreren Betriebsstellen: ein Haltepunkt, eine Abzweigstelle und der Güterbahnhof, welcher sich in die Bahnhofsteile Vorbahnhof und Hafenbahnhof (des Kultushafens) teilt.

## Geschichte

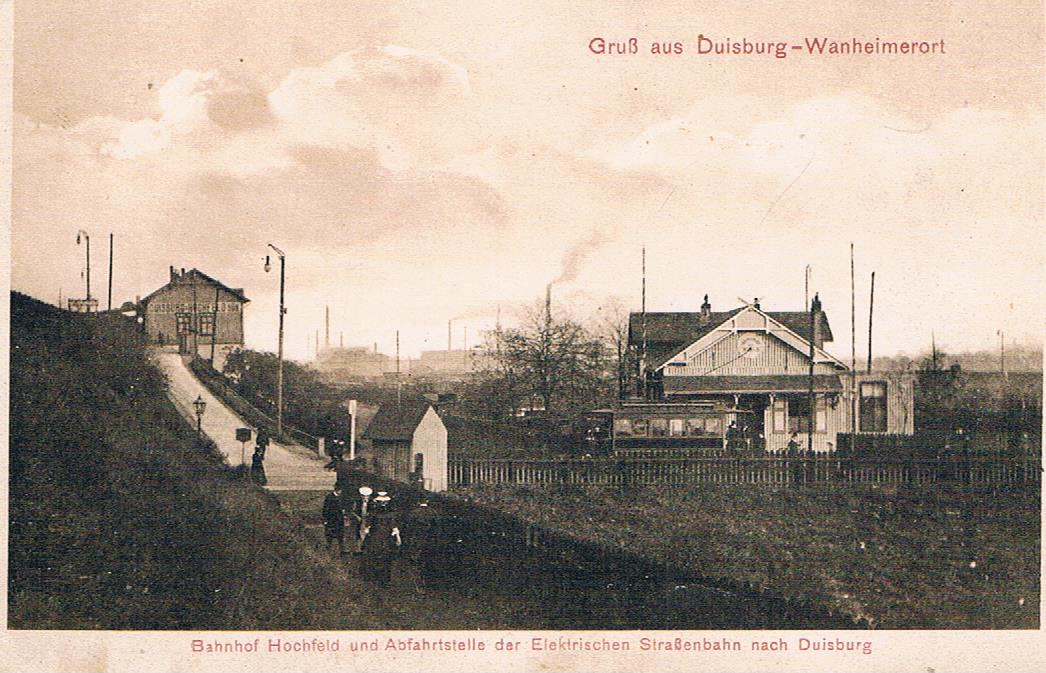
Empfangsgebäude und Straßenbahnhaltestelle an der Wanheimer Straße (vor 1927)

Am 23. August 1866 wurde das Teilstück von Hochfeld nach Essen RhE der Bahnstrecke Osterath–Dortmund Süd der Rheinischen Eisenbahn-Gesellschaft (RhE) in Betrieb genommen. Gleichzeitig ging der Trajektbahnhof des Trajektes von Rheinhausen in Betrieb.
Am 1. September 1866 wurde dann der Haltepunkt Hochfeld (RhE) für den Personenverkehr eröffnet.
Hochfeld entwickelte sich zum zentralen Knotenbahnhof dreier wichtiger Bahnstrecken der RhE, der Bahnstrecke Osterath–Dortmund Süd, der Bahnstrecke Mülheim-Speldorf–Troisdorf und der Bahnstrecke Duisburg–Quakenbrück, die mit zahlreichen kurzen Strecken von oder nach Hochfeld verbunden wurden.
Nach der Verstaatlichung der privaten Eisenbahn-Gesellschaften bauten die Preußischen Staatseisenbahnen weitere Verbindungsstrecken, darüber hinaus wurde Duisburg Hochfeld-Süd einer der Ausgangspunkte einer Güterumgehungsbahn nach Oberhausen West.

## Bedienung
Im Schienenpersonennahverkehr wird der Haltepunkt heute nur noch von den Regionalbahn-Linien RB 33 „Rhein-Niers-Bahn“ und RB 35 „Emscher-Niederrhein-Bahn“ im angenäherten Halbstundentakt bedient. Der Haltepunkt wird vom Regional-Express RE 42 Niers-Haard-Express, dem RE 44 (Bottrop-Moers) und der Regionalbahn RB 31 „Der Niederrheiner“ ohne Halt durchfahren. Unterhalb des Haltepunktes kann zur Straßenbahnlinie 903 der Duisburger Verkehrsgesellschaft (DVG) umgestiegen werden.
| Linie | Verlauf | Takt                       |         |
| ----- | --- | -------------------------- | ------- |
| RB 33 | Rhein-Niers-Bahn: Essen-Steele – Essen Hbf – Essen West – Mülheim (Ruhr) Hbf – Mülheim (Ruhr)-Styrum – Duisburg Hbf – Duisburg-Hochfeld Süd – Rheinhausen Ost – Rheinhausen – Krefeld-Hohenbudberg Chempark – Krefeld-Uerdingen – Krefeld-Linn – Krefeld-Oppum – Krefeld Hbf – Forsthaus – Anrath – Viersen – Mönchengladbach Hbf – Rheydt Hbf – Wickrath – Herrath – Erkelenz – Hückelhoven-Baal – Brachelen – Lindern – Geilenkirchen – Übach-Palenberg – Herzogenrath – Kohlscheid – Aachen West – Aachen Schanz – Aachen Hbf Stand: Fahrplanwechsel Juni 2022 | 60 min                     |         |
| RB 35 | Emscher-Niederrhein-Bahn: Gelsenkirchen Hbf – Essen Zollverein Nord – Essen-Altenessen – Essen-Bergeborbeck – Essen-Dellwig – Oberhausen Hbf – Duisburg Hbf – Duisburg-Hochfeld Süd – Rheinhausen Ost – Rheinhausen – Krefeld-Hohenbudberg Chempark – Krefeld-Uerdingen – Krefeld-Linn – Krefeld-Oppum – Krefeld Hbf – Forsthaus – Anrath – Viersen – Mönchengladbach Hbf Stand: Fahrplanwechsel Dezember 2021 | 60 min                     |         |
| 903   | Dinslaken Bf1 – Watereck2 – Walsum Rathaus – Fahrn Schwan – Marxloh Pollmann – Hamborn Rathaus – Landschaftspark Nord – Meiderich Bf – Auf dem Damm – Duissern – Duisburg Hbf – König-Heinrich-Platz – Steinsche Gasse – Pauluskirche – Hochfeld Süd Bf – Rheintörchenstraße3 – Wanheim-Angerhausen – Hüttenheim4 | 15 min (1-4) 7,5 min (2-3) | 7,5 min |

## Anlage
In Richtung Osten schließt die ehemalige „rheinische Ruhrgebietsstrecke“ an den Vorbahnhof an. Diese ist nur noch bis zum Bahnhof Mülheim-Speldorf befahrbar und wird zumeist als Anschluss des Mülheimer Hafens genutzt.
Die Güterstrecke nach Oberhausen West und die Bahnstrecke nach Duisburg-Wedau sind dagegen weiterhin hochfrequentiert in Betrieb und verbinden die linksrheinische Region Niederrhein mit der Rheinschiene.
Richtung Westen schließt unmittelbar an den Vorbahnhof die Abzweigstelle an. Diese sind betrieblich durch eine so genannte Minusstrecke verbunden, bei welcher eigentlich keine Freie Strecke existiert. Für Fahrten zwischen den Betriebsstellen wird dies allerdings betrieblich so gehandhabt.
Der Abzweigstelle folgt die Strecke nach Rheinhausen, auf welcher zwischen der Abzweigstelle und der Rheinbrücke der Haltepunkt DU-Hochfeld Süd liegt.
Die Güterzugstrecke nach Duisburg Hauptbahnhof ist stillgelegt. Das verbliebene Gleis weist nur noch mäßigen Güterverkehr auf und wurde bis Dezember 2019 von der Regionalbahn RB 37 nach Duisburg-Entenfang frequentiert.
Die Cöln-Mindener Güterstrecke über Hochfeld Nord entlang der Boxbarttrasse nach Duisburg Hauptbahnhof ist seit dem 31. Dezember 1993 ab dem Bahnhof Duisburg-Hochfeld Nord bis Duisburg Hauptbahnhof stillgelegt und bereits weitgehend aus dem Stadtbild verschwunden. Zum Teil wurden Fahrradwege auf der ehemaligen Trasse angelegt, aber auch für den Ausbau der Wörthstraße als Hochfelder Umgehungsstraße wurden Teile davon verwendet.
Lediglich die direkt am Rheinufer verlaufende Rheinische Hochfeldbahn zum ehemaligen Bahnhof Duisburg-Hochfeld Nord ist noch in Betrieb. 2015 wurde der Anschluss Arcelor/Mittal (ehemals Niederrheinische Hütte) stillgelegt, nachdem die Walzdrahtproduktion nach Duisburg-Ruhrort verlagert wurde. Die Strecke wird von der duisport AG betrieben.
Richtung Süden mündet die Bahnstrecke aus Duisburg-Wanheim in den Bahnhofsteil Hafenbahnhof. Dortige Anschließer sind unter anderem die Stahlwerke hier (Thyssen, Krupp, Mannesmann).

### Stellwerke
Der Bahnhof Duisburg Hochfeld Süd ist örtlich nicht mehr besetzt. Die alten elektromechanischen Stellwerke wurden im Dezember 2006 mit Inbetriebnahme des neuen elektronischen Stellwerks Duisburg-Wedau außer Betrieb genommen. Der örtlich zuständige Fahrdienstleiter Wanheimer Bahn bedient den Stellbereich aus der Betriebszentrale Duisburg in der Hansastraße.
Die Abzweigstelle wird vom örtlich zuständigen Fahrdienstleiter Duisburg Hauptbahnhof bedient. Dieser steuert die Betriebsstelle ebenfalls aus der Betriebszentrale.

## Trivia
Im ehemaligen Empfangsgebäude des Bahnhofs, das lange Zeit leer gestanden hatte, befindet sich seit 2002 das „Pulp Event-Schloss“.